# Wilsonův jev

Diagram Wilsonova jevu. Tmavá část uvnitř sluneční skvrny představuje umbru a světlý prstenec kolem ní penumbru.

Wilsonův jev je jev pozorovaný ve slunečních skvrnách na okraji slunečního disku. Je pojmenován po skotském astronomovi Alexandru Wilsonovi, který ho poprvé popsal v roce 1769. Princip spočívá v tom, že zdánlivá šířka penumbry ve sluneční skvrně na straně vzdálenější od okraje slunečního disku je menší než na straně bližší k jeho okraji, přičemž poměr těchto šířek se zmenšuje s přibližováním se k okraji slunečního disku. Wilsonův efekt lze vysvětlit tím, že úroveň umbry leží přibližně o 700 km níže než úroveň okolní fotosféry. Zdánlivým důsledkem Wilsonova efektu je nesymetrická poloha umbry v penumbře v blízkosti okraje slunečního disku.